# Allium tschimganicum
Allium tschimganicum — вид рослин з родини амарилісових (Amaryllidaceae); поширений в Киргизстані, Узбекистані.

## Опис
Квіткова стеблина 1 м заввишки. Зонтик щільний. Квітки пурпурно-фіолетові.

## Поширення
Поширений у Киргизстані, Узбекистані.